# Marie-Thérèse d'Alverny
Marie-Thérèse d'Alverny (Boën-sur-Lignon, 25 de enero de 1903-París, 26 de abril de 1991) fue una historiadora y archivera francesa. Fue una destacada bibliotecaria y conservadora, reconocida por su contribución al estudio de manuscritos y la codicología.

## Trayectoria
Estudió en la École Nationale des Chartes (ENC), donde se licenció en Letras en 1928. Posteriormente, se diplomó en 1943 por la École Pratique des Hautes Études (EPHE). Finalmente, se doctoró en 1963 con una tesis sobre el teólogo y poeta francés Alain de Lille.
Dedicó gran parte de su vida al servicio de la Biblioteca Nacional de Francia (BNF), donde desempeñó diferentes cargos entre 1928 y 1962, y donde fue nombrada conservadora del Departamento de Manuscritos en 1947. Durante su tiempo en la BNF, dirigió el Departamento de Manuscritos y supervisó la redacción de varios volúmenes del Catalogue général des manuscrits latins.
Además de su faceta como investigadora, D'Alverny impartió clases de codicología y pensamiento latino en el Centre d'Études Supérieures de Civilisation Médiévale (CESCM) de la Universidad de Poitiers desde 1957 hasta 1978. D'Alverny contribuyó significativamente como investigadora del Centro Nacional para la Investigación Científica (CNRS) entre 1963 y 1973, de donde era miembro desde 1962.
También fue codirectora de la revista Archives d'histoire doctrinale et littéraire du Moyen, una publicación influyente en el ámbito académico desde su fundación en 1926.

## Obra (selección)
- Survivance et renaissance d'Avicenne à Venise et à Padoue, 1961
- Catalogue des manuscrits en écriture latine portant des indications de date, de lieu ou de copiste, 1962
- Une baguette magique, 1964
- Les mystères de l'église, d'après Pierre de Roissy, 1966
- Un sermon d'Alain de Lille sur la misère de l'homme, 1966
- Astrologues et théologiens au XIIe siècle, 1967
- Les traductions d'Aristote et de ses commentateurs, 1968
- Avicennisme en Italie, 1971
- Un adversaire de saint Thomas : Petrus Iohannis Olivi, 1974
- Algazel dans l'Occident latin, 1974
- Survivances du "système d'Héraclide" au Moyen Âge, 1975
- L'homme comme symbole : le microcosme, 1976
- Translations and translators, 1982
- Pietro d'Abano traducteur de Galien, 1985
- Utilité et limites des répertoires et catalogues spécialisés de manuscrits médiévaux, 1986

## Reconocimientos
D'Alverny recibió el título de doctora honoris causa por la Universidad Jagellónica de Cracovia en 1989.
En 2020, D'Alverny fue incluida dentro del proyecto Mujeres Investigadoras en los Archivos Estatales (1900-1970) para la descripción archivística y creación de un micrositio específico en el Portal de Archivos Españoles (PARES), desarrollado entre 2020-2023. Este proyecto ha sido impulsado por la Subdirección General de Archivos Estatales, con el objetivo visibilizar la labor de investigación realizada en España por las mujeres en el intervalo 1900-1970 partiendo de los registros documentales que se conservan en los Archivos de Gestión de los AAEE del Ministerio de Cultura (el Archivo Histórico Nacional, el Archivo de la Corona de Aragón, el Archivo General de Simancas, el Archivo General de Indias, el Archivo de la Real Chancillería de Valladolid, el Archivo General de la Administración y el Centro de Información Documental de Archivos).